# Mats Zuccarello Aasen
Mats André Zuccarello-Aasen (ur. 1 września 1987 w Oslo) – norweski hokeista, reprezentant Norwegii, dwukrotny olimpijczyk. 

## Kariera
- Frisk Tigers (2003-2008)
- MODO (2008-2010)
- New York Rangers (2010-2012, 2013-2019)
  -  Connecticut Whale (2010-2012)
  -  Mietałłurg Magnitogorsk (2012-2013)
- Dallas Stars (2019)
- Minnesota Wild (2019-)

Wychowanek klubu Vålerenga. Od czerwca 2012 roku zawodnik Mietałłurga Magnitogorsk. Od końca marca 2013 ponownie zawodnik New York Rangers. W lipcu 2013 przedłużył kontrakt o rok. Pod koniec lutego 2019 został przetransferowany do Dallas Stars. Od lipca 2019 zawodnik Minnesota Wild, związany pięcioletnim kontraktem.
W czasie występów w NHL skrócił swoje nazwisko do "Mats Zuccarello". W trakcie kariery określany pseudonimami Zucca, Hobbit.
Uczestniczył w turniejach mistrzostw świata w 2008, 2009, 2010, 2016, zimowych igrzysk olimpijskich 2010, 2014. W barwach zespołu Europy brał udział w turnieju Pucharu Świata 2016.

## Sukcesy
Reprezentacyjne
- Finał Pucharu Świata: 2016 z kadrą Europy

Klubowe
- Srebrny medal mistrzostw Norwegii: 2008 z Frisk Tigers

Indywidualne
- Sezon Elitserien 2009/2010:
  - Skyttetrofén – pierwsze miejsce w klasyfikacji kanadyjskiej w sezonie zasadniczym: 64 punkty
  - Pierwsze miejsce w klasyfikacji kanadyjskiej wśród obcokrajowców w sezonie zasadniczym: 64 punkty
  - Guldhjälmen (Złoty Kask) dla Najbardziej Wartościowego Gracza
- Mecz Gwiazd AHL: 2012
- Hokej na lodzie na Zimowych Igrzyskach Olimpijskich 2018 – kwalifikacje mężczyzn#Grupa F:
  - Pierwsze miejsce w klasyfikacji kanadyjskiej turnieju: 5 punktów[8]

Wyróżnienia
- Gullpucken - hokeista Roku w Norwegii: 2010, 2017